# Junioren-Badmintonsüdamerikameisterschaft 2021
Die Junioren-Badmintonsüdamerikameisterschaft 2021 fand vom 1. bis zum 5. Dezember 2021 in Joinville in Brasilien statt.

## Sieger und Platzierte U13
| Disziplin    | Gold                                                                | Silber                                              | Bronze                                                        |
| ------------ | ------------------------------------------------------------------- | --------------------------------------------------- | ------------------------------------------------------------- |
| Herreneinzel | Umesh Lescano Konda                                                 | Davi Sfair Arten                                    | Lucas Pinto Andres                                            |
| Herreneinzel | Umesh Lescano Konda                                                 | Davi Sfair Arten                                    | Sebastian Callo Soberon                                       |
| Dameneinzel  | Yasmin Kethllen De Abreu Do Nascimento                              | Francesca Carozzi De Belaunde                       | Jeniffer De Carvalho Almeida                                  |
| Dameneinzel  | Yasmin Kethllen De Abreu Do Nascimento                              | Francesca Carozzi De Belaunde                       | Ariana Munar Solimano                                         |
| Herrendoppel | Sebastian Callo Soberon Umesh Lescano Konda                         | Gabriel Pallete Quiroga Gonzalo D´Auriol Fuster     | Artur Moreira Boeira Kaio Moreira                             |
| Herrendoppel | Sebastian Callo Soberon Umesh Lescano Konda                         | Gabriel Pallete Quiroga Gonzalo D´Auriol Fuster     | Arthur Mohr Caio Schoeffel                                    |
| Damendoppel  | Jeniffer De Carvalho Almeida Yasmin Kethllen De Abreu Do Nascimento | Ariana Munar Solimano Francesca Carozzi De Belaunde | Maria Eduarda De Oliveira Biavati Sofia Mota Viali Dos Santos |
| Damendoppel  | Jeniffer De Carvalho Almeida Yasmin Kethllen De Abreu Do Nascimento | Ariana Munar Solimano Francesca Carozzi De Belaunde | Isabel Carmona Valeria Bertotti                               |
| Mixed        | Umesh Lescano Konda Francesca Carozzi De Belaunde                   | Lucas Pinto Andres Isabel Carmona                   | Leonardo Bellete Parreira Jeniffer De Carvalho Almeida        |
| Mixed        | Umesh Lescano Konda Francesca Carozzi De Belaunde                   | Lucas Pinto Andres Isabel Carmona                   | Gonzalo D'Auriol Fuster Ariana Munar Solimano                 |

## Sieger und Platzierte U15
| Disziplin    | Gold                                                  | Silber                                               | Bronze                                                 |
| ------------ | ----------------------------------------------------- | ---------------------------------------------------- | ------------------------------------------------------ |
| Herreneinzel | Kauã Laurentino De Souza                              | Bruno Gato Alonso                                    | Joaquim Mendonça Ribeiro Taveira                       |
| Herreneinzel | Kauã Laurentino De Souza                              | Bruno Gato Alonso                                    | Guillermo Buendia Maldonado                            |
| Dameneinzel  | Luciana Barboza Lescano                               | Eduarda Dias Prates                                  | Rafaela Castañeda Quintanilla                          |
| Dameneinzel  | Luciana Barboza Lescano                               | Eduarda Dias Prates                                  | Analia Yi Ordoñez                                      |
| Herrendoppel | Carlos Eduardo Cruz Pacheco Kauã Laurentino De Souza  | Bruno Gato Alonso Joaquim Mendonça Ribeiro Taveira   | Gabriel Souza Tobias De Paula Vinicius Viotto Orbolato |
| Herrendoppel | Carlos Eduardo Cruz Pacheco Kauã Laurentino De Souza  | Bruno Gato Alonso Joaquim Mendonça Ribeiro Taveira   | Hiarley Santana Branco Mateus Misturini Rei De Jesus   |
| Damendoppel  | Luciana Barboza Lescano Rafaela Castañeda Quintanilla | Analia Yi Ordoñez Lucia Ponce De La Piedra           | Juliana Akemi Murosaki Barboza Leticia Costa Camargo   |
| Damendoppel  | Luciana Barboza Lescano Rafaela Castañeda Quintanilla | Analia Yi Ordoñez Lucia Ponce De La Piedra           | Letícia Beyer Mogk Yasmin Mayumi Sakurada              |
| Mixed        | Joaquim Mendonça Ribeiro Taveira Letícia Pinto Andres | Maurice Martin Revilla Rafaela Castañeda Quintanilla | Vinicius Viotto Orbolato Julia Belem Machado           |
| Mixed        | Joaquim Mendonça Ribeiro Taveira Letícia Pinto Andres | Maurice Martin Revilla Rafaela Castañeda Quintanilla | Guillermo Buendia Maldonado Luciana Barboza Lescano    |

## Sieger und Platzierte U17
| Disziplin    | Gold                                                | Silber                                             | Bronze                                                |
| ------------ | --------------------------------------------------- | -------------------------------------------------- | ----------------------------------------------------- |
| Herreneinzel | João Mendonca Ribeiro Taveira                       | Henry Huebla León                                  | Jose Vitor Aveiro Munhoz                              |
| Herreneinzel | João Mendonca Ribeiro Taveira                       | Henry Huebla León                                  | Josias Haneman                                        |
| Dameneinzel  | Fernanda Munar Solimano                             | Rafaela Munar Solimano                             | Tainara Camily Sehn De Lima                           |
| Dameneinzel  | Fernanda Munar Solimano                             | Rafaela Munar Solimano                             | Maria Clara Lopes Lima                                |
| Herrendoppel | Gabriel Resler Casara João Mendonca Ribeiro Taveira | Lucas Eduardo Arten Melquisidek Elias Almeida Lima | Arthur Da Silva De Borba Eduardo Dante Pierini        |
| Herrendoppel | Gabriel Resler Casara João Mendonca Ribeiro Taveira | Lucas Eduardo Arten Melquisidek Elias Almeida Lima | Gabriel Zink Vinícius Henrique Ebeling Ribeiro        |
| Damendoppel  | Fernanda Munar Solimano Rafaela Munar Solimano      | Isabella Noda Priscila Harumi Chikaraishi          | Maria Eduarda Mazza De Oliveira Maria Fernanda Santos |
| Damendoppel  | Fernanda Munar Solimano Rafaela Munar Solimano      | Isabella Noda Priscila Harumi Chikaraishi          | Camila Astorga Rosita Quilodrán                       |
| Mixed        | Henry Huebla León Rafaela Munar Solimano            | Kauã Laurentino De Souza Maria Fernanda Santos     | Bruno Gato Alonso Isabella Noda                       |
| Mixed        | Henry Huebla León Rafaela Munar Solimano            | Kauã Laurentino De Souza Maria Fernanda Santos     | Josias Haneman Cecilia Haneman                        |

## Sieger und Platzierte U19
| Disziplin    | Gold                                                                      | Silber                                                                     | Bronze                                                               |
| ------------ | ------------------------------------------------------------------------- | -------------------------------------------------------------------------- | -------------------------------------------------------------------- |
| Herreneinzel | Davi Carvalho Marinho Da Silva                                            | Fernando Da Costa Vieira Junior                                            | Gabriel Dante Baldijão Cury Fonseca                                  |
| Herreneinzel | Davi Carvalho Marinho Da Silva                                            | Fernando Da Costa Vieira Junior                                            | Mateo Maira                                                          |
| Dameneinzel  | Karen Bianca Santos De Souza                                              | Gabriela Harume De Holanda Ywata                                           | Evelly Marcela De Souza Gomes                                        |
| Dameneinzel  | Karen Bianca Santos De Souza                                              | Gabriela Harume De Holanda Ywata                                           | Yovela Petrucci                                                      |
| Herrendoppel | Davi Carvalho Marinho Da Silva Deivid Carvalho Marinho Da Silva           | Fernando Da Costa Vieira Junior Paulo Teodoro Feitosa Alves Vieira         | Pablo Felipe Pereira Alves Rodrigo Da Silva Scharp Dos Santos Freire |
| Herrendoppel | Davi Carvalho Marinho Da Silva Deivid Carvalho Marinho Da Silva           | Fernando Da Costa Vieira Junior Paulo Teodoro Feitosa Alves Vieira         | Diego Rodrigues Dos Santos Renan Rosa De Melo                        |
| Damendoppel  | Isabelle Cristine Rodrigues De Oliveira Maria Emanuelle Ferreira Da Rocha | Maria Clara Lopes Lima Maria Julia Da Cruz Nascimento                      | Ana Julia Slompo Heiden Gabriela De Souza Bernardino Low             |
| Damendoppel  | Isabelle Cristine Rodrigues De Oliveira Maria Emanuelle Ferreira Da Rocha | Maria Clara Lopes Lima Maria Julia Da Cruz Nascimento                      | Ailen Oliva Yovela Petrucci                                          |
| Mixed        | Deivid Carvalho Marinho Da Silva Karen Bianca Santos De Souza             | Paulo Teodoro Feitosa Alves Vieira Isabelle Cristine Rodrigues De Oliveira | Yanni Moretti Devide Evelly Marcela De Souza Gomes                   |
| Mixed        | Deivid Carvalho Marinho Da Silva Karen Bianca Santos De Souza             | Paulo Teodoro Feitosa Alves Vieira Isabelle Cristine Rodrigues De Oliveira | Nathan Testoni Chiarelli Natalya Treitinger Geisler                  |